# Формоса (провінція)
Формо́са (ісп. Formosa) — провінція Аргентини, розташована на півночі країни. Площа 72,1 тис. км², населення 527 тис. (2010). Столиця — місто Формоса, розташоване на березі річки Парагвай. Провінція межує на півдні з провінцією Чако, на заході — з Сальтою, на півночі та сході — з Парагваєм.

## Географія

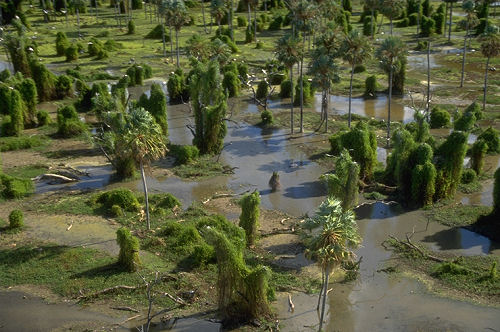
Національний парк Ріо-Пілкомайо

Провінція Формоса знаходиться у природному регіоні Гран-Чако. Рельєф провінції переважно рівнинний.
Клімат Формоси субтропічний. Середня річна кількість опадів коливається від 1200 мм на берегах річки Парагвай до 600 мм на кордоні з Сальтою. Влітку температура зазвичай піднімається вище +45 °C, взимку бувають морози, головним чином завдяки вітру Памперо. З серпня по квітень переважає північний вітер.
Найбільшими річками провінції Формоса є Пілкомайо, Бермехо, Парагвай.

## Історія
До приходу колонізаторів землі, на яких зараз знаходиться провінція Формоса, були заселені індіанськими племенами паягва, ком'лек, пілага, нівакле, вічі, матагвайо і мальбала.
Першими європейцями, які ступили на землю Формоси, були Дієго Гарсія де Могер і Себастьян Кабот у 1528 році. Вони й дали місцевості назву Формоса (ісп. Formosa — красива).
Незважаючи на близькість міст Асунсьйон і Коррієнтес, спротив корінних жителів не дозволяв заснувати у Формосі постійного європейського поселення до XIX ст. У XVII ст. було засноване місто Консепсьйон-де-Буена-Есперанса на правому березі річки Бермехо, але воно не проіснувало довго.
24 листопада 1763 року у регіоні було засновано єзуїтську місію. Життя місіонерів було дуже важке через бідність місцевих жителів і набіги індіанців. Але робота місії виявилася марною, оскільки 1767 року єзуїтів були вигнано з Америки.

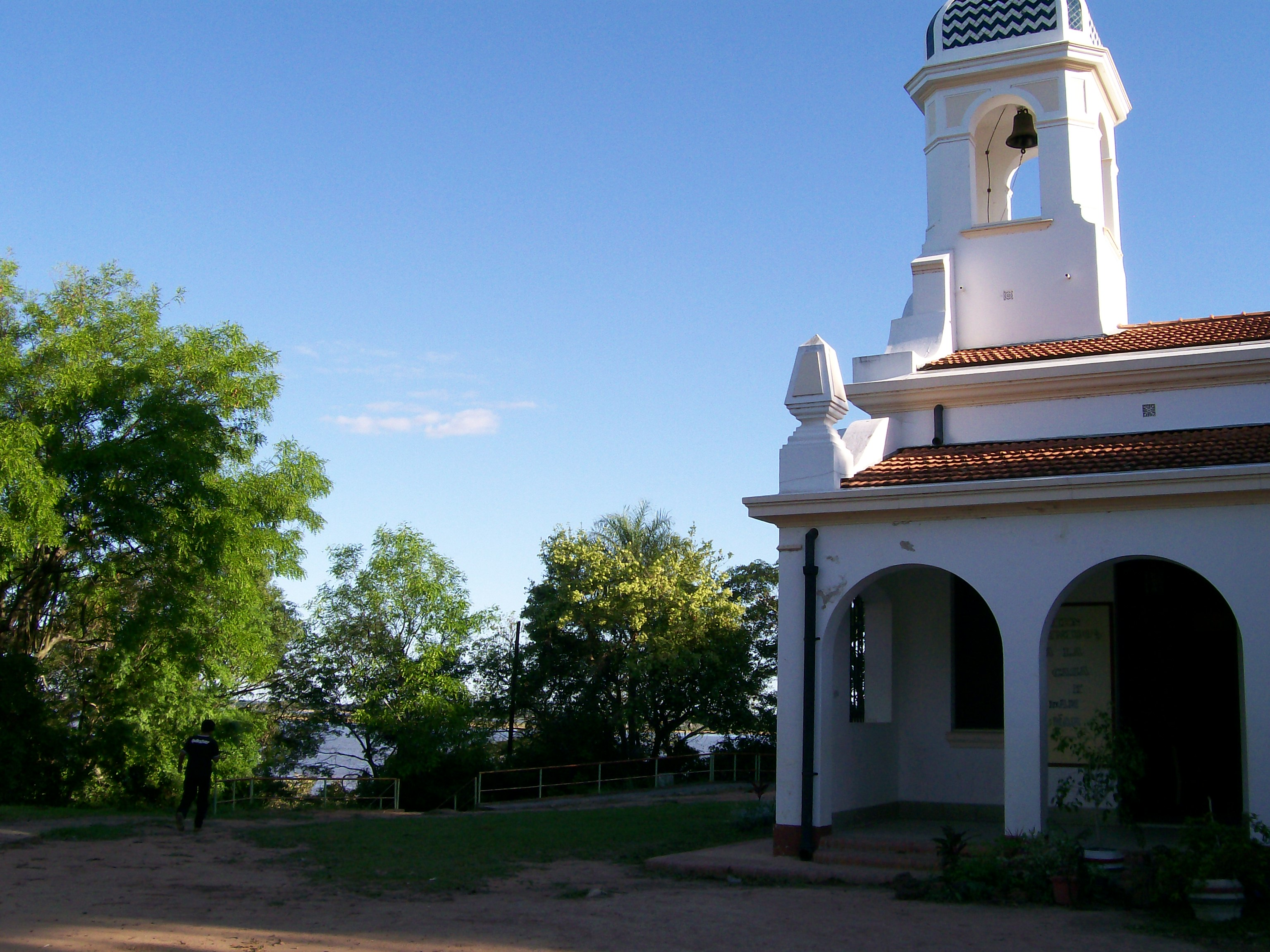
Ісла-дель-Серріто

У 1811—1865 роках територія Формоси була спірною між Аргентиною і Парагваєм. 1865 року Аргентина підписала договір Потрійного Альянсу з Бразилією і Уругваєм. За ним сучасна територія провінцій Формоса і Чако, а також частина Парагваю, мали бути віддані Аргентині. Того ж року Аргентина вступила у війну з Парагваєм. 1870 року Парагвай було повністю розгромлено, а Аргентина отримала майже третину території, на яку претендувала. Парагвай відмовився від претензій на землі південніше річки Пілкомайо, а 1872 року Аргентина полишила намагання здобути територію на її північному березі. Болівія, у свою чергу, 1829 року відмовилася від центрального Чако на користь Аргентини. На цих землях згодом було створено провінцію Формоса.
31 січня 1872 року декретом президента Домінго Фаустіно Сарм'єнто було створено губернаторство територій Чако, до якого входила і сучасна територія провінції Формоса. Столицею губернаторства було назване Вілья-Оксіденталь (нині містечко Вілья-Аєс у Парагваї). Першим губернатором став Хуліо де Ведья.

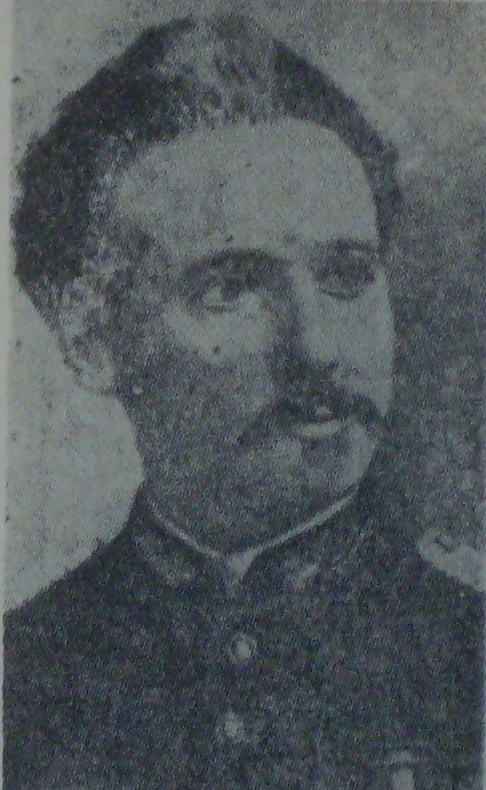
Луїс Хорхе Фонтана

3 лютого 1876 року було підписано договір між Аргентиною і Парагваєм, за яким було визначено кордони губернаторства. Столиця Вілья-Оксіденталь відійшла до Парагваю. У вересні 1876 — січні 1877 року столицею національної території Гран-Чако став Ісла-дель-Серріто (нині територія Бразилії).

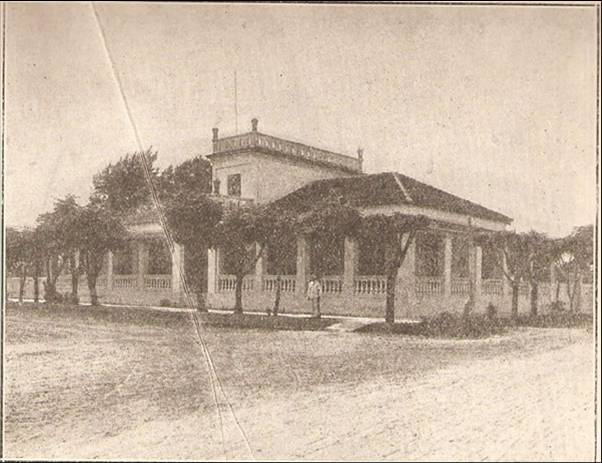
Резиденція Ігнасіо Фотерінгема

8 квітня 1879 року за часів правління Луїса Хорхе Фонтани було засновано місто Формоса, нинішня столиця провінції.
1884 року губернаторство Чако було поділене на національні території Чако і Формоса, остання за проектом мала називатися Бермехо. Місто Формоса стало столицею однойменної національної території. Першим губернатором став Ігнасіо Фотерінгем. 1885 року Формосу було поділено на 4 регіони.
1940 року було затверджено договір про кордони з провінцією Сальта, за яким Формоса втратила близько тисячі квадратних кілометрів території.
У 1914—1947 роках у Формосі було збудовано залізницю.
15 червня 1955 року Формоса отримала статус провінції. 1957 року було затверджено її конституцію, 1959 — герб, 1983 — гімн. 1991 року було реформовано конституцію провінції і затверджено її прапор. 2003 року було внесено останні зміни до конституції Формоси.

## Економіка

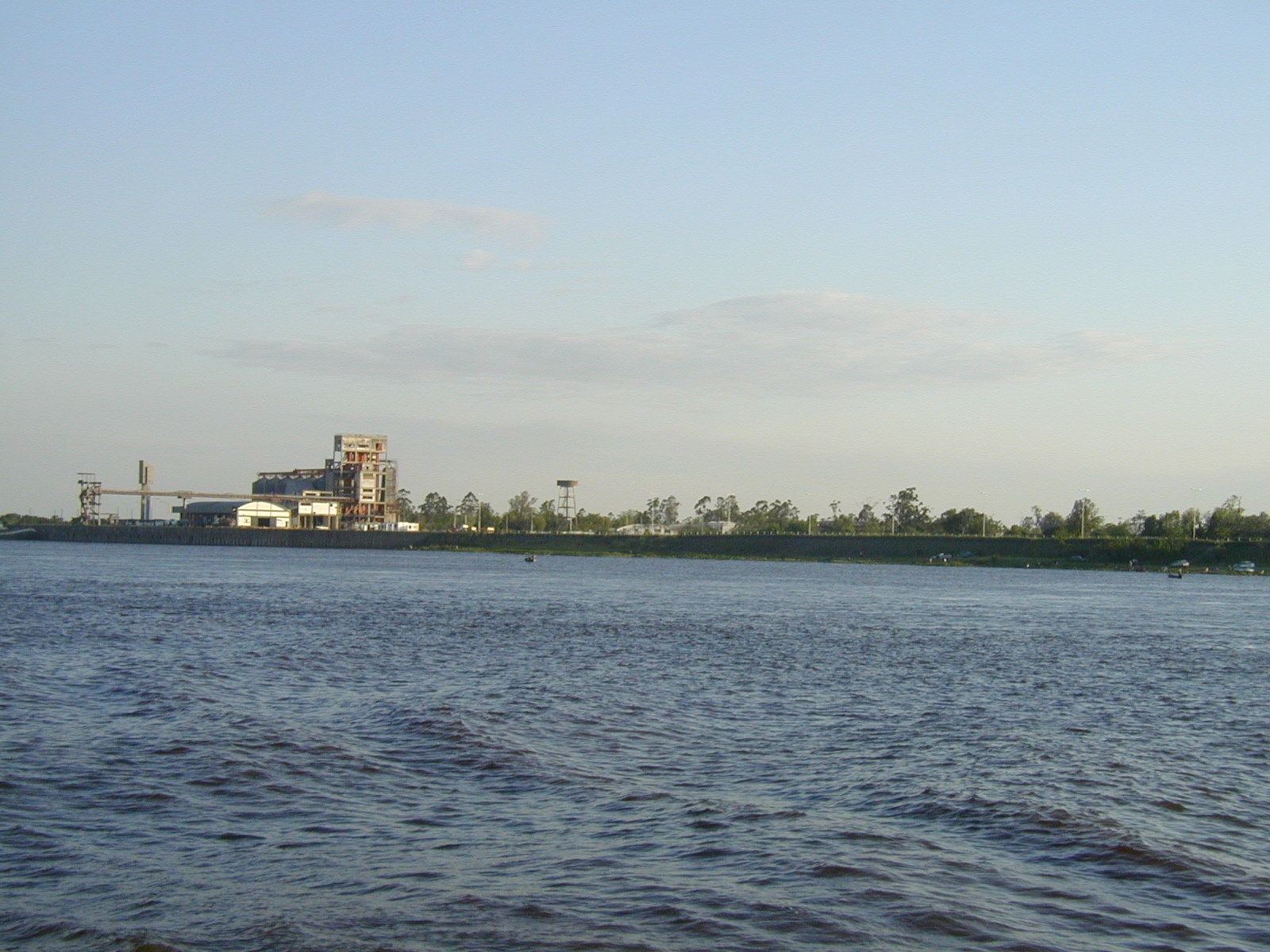
Порт міста Формоса на річці Парагвай

Формоса — найбідніша провінція Аргентини, має найменший рівень ІРЛП і передостанній ВВП серед провінцій Аргентини. 42 % населення провінції живуть за межею бідності.
ВВП Формоси становить 0,48 % від загальнонаціонального. 95 % підприємств провінції дотуються державою. Держава також є найбільшим роботодавцем провінції.
Основою економіки провінції є сільське господарство. Вирощуються бавовник, банани, помело, дині, папая, гуаява, манго, маніок, овочевий перець, помідори, соя, кукурудза. Поголів'я великої рогатої худоби нараховує більше мільйона голів. Також розводять кіз і буйволів.
Розвинена лісова промисловість, особливо виробництво таніну. Також виробляють і експортують меблі. Важливою є текстильна і харчова промисловість.
1984 року розпочалося видобування нафти у незначних масштабах.
Туризм не є важливим джерелом прибутків Формоси, але останнім часом він швидко набирає обертів, значним чином за рахунок відповідної програми Світового банку, яка розпочалася 2005 року. Туристів приваблюють міста Лас-Ломітас і Еррадура, місцеві фестивалі, національний парк Ріо-Пілкомайо тощо.

## Освіта
| Освіта у провінції Формоса (2009) | Освіта у провінції Формоса (2009) | Освіта у провінції Формоса (2009) | Освіта у провінції Формоса (2009) |
| Рівень                            | Навчальних закладів               | Учнів                             | Працівників                       |
| --------------------------------- | --------------------------------- | --------------------------------- | --------------------------------- |
| Дошкільні                         | 123                               | 18 657                            | 1 350                             |
| - державні                        | 79                                | 15 191                            | 1 133                             |
| - приватні                        | 44                                | 3 466                             | 217                               |
| Початкові                         | 514                               | 88 410                            | 6 779                             |
| - державні                        | 488                               | 81 714                            | 6 307                             |
| - приватні                        | 26                                | 6 696                             | 472                               |
| Середні                           | 224                               | 66 370                            | 2 747                             |
| - державні                        | 202                               | 60 636                            | 2 575                             |
| - приватні                        | 22                                | 5 734                             | 172                               |
| Вищі                              | 37                                | 7 907                             | 307                               |
| - державні                        | 26                                | 5 771                             | 255                               |
| - приватні                        | 11                                | 2 136                             | 52                                |

## Адміністративно-територіальний поділ
| Департамент | Адміністративний центр | Площа (км²) | Населення (2010) | Мапа |
| ----------- | ---------------------- | ----------- | ---------------- | ---- |
| Бермехо     | Лаґуна-Жема            | 12.850      | 14.146           |      |
| Формоса     | Формоса                | 6.195       | 233.028          |      |
| Лайші       | Сан-Франсіско-де-Лайші | 3.480       | 17.182           |      |
| Матакос     | Інхеньєро-Хуарес       | 4.431       | 14.169           |      |
| Патіньйо    | Команданте-Фонтана     | 24.502      | 68.122           |      |
| Пілаґас     | Ель-Еспінільйо         | 3.041       | 18.271           |      |
| Пілкомайо   | Клорінда               | 5.342       | 85.140           |      |
| Піране      | Піране                 | 8.425       | 64.083           |      |
| Рамон-Ліста | Хенераль-Москоні       | 3.800       | 13.754           |      |